# 聖約翰種植園 (緬因州)
聖約翰種植園（英語：Saint John Plantation）是位於美國緬因州阿魯斯圖克縣的一個種植園。

## 人口
根據2020年美國人口普查的數據，聖約翰種植園的面積為133.50平方千米，當中陸地面積為130.20平方千米，而水域面積為3.30平方千米。當地共有人口263人，而人口密度為每平方千米1人。